# Båraryd
Båraryd är kyrkby i Båraryds socken i Gislaveds kommun i Jönköpings län belägen norr om Gislaved. 
I byn ligger Båraryds kyrka.